# Spooksville (serie televisiva)
Spooksville è una serie TV statunitense, trasmessa negli Stati Uniti dal 26 ottobre 2013 al 17 maggio 2014 sul canale Hub Network. In Italia è trasmessa da Rai Gulp dal 6 dicembre 2014.
La serie è basata sulla serie di libri Terrore, in originale Spooksville. La serie è prodotta da Jane Startz, produttrice di Tuck Everlasting - Vivere per sempre ed Ella Enchanted - Il magico mondo di Ella.
La serie non è stata rinnovata per una seconda stagione.

## Trama
Nella città di Springsville arriva un nuovo cittadino, Adam Freeman, che ignora completamente il fatto che i cittadini le diano il nome di spooksville (città degli spettri in lingua originale) date le numerose leggende che circondano la storia dell'apparente "pacifica" cittadina. Adam fa subito amicizia con due ragazzi abbastanza normali: Watch, un genio dell'informatica, ma fifone, e Sally, la ragazza più bella ed egocentrica di Spooksville, ma l'unica ad essere nata nella cittadina. Proprio quest'ultima rivela ad Adam il motivo per cui le persone chiamano il villaggio con quel nome. Il gruppo così formato dovrà così affrontare spettri, demoni, streghe ed altre creature spaventose alla ricerca della madre di Adam. Inoltre, essi faranno anche amicizia con una strega,la quale si innamora di Adam. Essa, cattiva solo in apparenza, vuole ritrovare la sua antenata Madeline Templeton e conosce molti segreti sulle creature mostruose celate a Spooksville.

## Cast

### Cast principale
- Keean Johnson: Adam Freeman
- Katie Douglas: Sally Wilcox
- Nick Purcha: Watch Waverly[5]
- Morgan Taylor Campbell: Ann Templeton

### Cast ricorrente
- Samuel Patrick Chu: Brandon
- Steve Bacic: George Freeman
- Kimberly Sustad: Madeline Templeton
- Peter Bryant: Moorpark
- Frank C. Turner: Il sindaco
- Jacqueline Samuda: Mrs. Waverly
- Reece Alexander: Agente Dugan
- Harrison Houde: Stanley 'Scaredy' Katzman
- Glynis Davies: preside Blackwater
- Patricia Harras: Dodie Wilcox
- Erica Carroll: Laurel Hall

## Episodi
| Stagione       | Episodi | Prima TV USA | Prima TV Italia |
| -------------- | ------- | ------------ | --------------- |
| Prima stagione | 22      | 2013-2014    | 2014            |

## Riconoscimenti
- 2014 - Premio Emmy
  - Migliori costumi
  - Candidato per il miglior artista in un programma per bambini a Katie Douglas
  - Candidato per il miglior trucco a Tana Lynn Moldovanos
  - Candidato per la miglior regia per una serie drammatica a Ken Friss e James Head

- 2014 - Leo Awards
  - Leo Award per la miglior interpretazione in una serie per giovani a Mackenzie Gray
  - Candidato per la miglior regia in una serie per giovani a Ken Friss
  - Candidato per il miglior suono a Jeff Jackman, Craig George, Don Harrison, Stephen Cheung e Ian Mackie

- 2014 - Parents' Choice Foundation
  - Parents' Choice Approved Seal

- 2014 - Joey Award
  - Candidato per il miglior giovane attore non protagonista in una serie commedia/azione a Harrison Houde
  - Candidato per la miglior giovane attrice di anni 10-19 in una serie commedia o drammatica a Madeleine Arthur

- 2014 - Writers Guild of America
  - Candidato per il WGA Award

- 2014 - Young Artist Awards
  - Candidato per la miglior performance in una serie televisiva - Giovane attore ricorrente di anni 17-21 a Harrison Houde
  - Candidato per la miglior performance in una serie televisiva - Giovane attrice non protagonista a Morgan Taylor Campbell
  - Candidato per la miglior performance in una serie televisiva - Giovane attore ricorrente di anni 17-21 a Samuel Patrick Chu
  - Candidato per la miglior performance in una serie televisiva - Giovane attore protagonista a Keean Johnson
  - Candidato per la miglior performance in una serie televisiva - Giovane attore guest star di anni 11-13 a Sean Michael Kyer
  - Candidato per la miglior performance in una serie televisiva - Giovane attrice protagonista a Katie Douglas
  - Candidato per la miglior performance in una serie televisiva - Giovane attrice guest star di anni 17-21 a Tiera Skovbye
  - Candidato per la miglior performance in una serie televisiva - Giovane attore non protagonista a Nick Purcha
  - Candidato per l'eccezionale gruppo di giovani attori in una serie TV a Katie Douglas, Keean Johnson, Nick Purcha e Morgan Taylor Campbell

- 2015 - Premio Emmy
  - Candidato per il miglior programma per bambini